# Andrew Cooper
Andrew Cooper, född den 23 december 1964 i Melbourne i Australien, är en australisk roddare.
Han tog OS-guld i fyra utan styrman i samband med de olympiska roddtävlingarna 1992 i Barcelona.